# Ústí nad Orlicí
Ústí nad Orlicí település Csehországban, az Ústí nad Orlicí-i járásban. Ústí nad Orlicí Libchavy, Orlické Podhůří, Dolní Dobrouč, Hrádek, Dlouhá Třebová, Sudislav nad Orlicí, Řetůvka, Řetová és Česká Třebová településekkel határos. Lakosainak száma 14 098 fő (2024. január 1.).

## Népesség
A település lakosságának változását az alábbi diagram mutatja:
| Lakosok száma | 7661 | 10 206 | 9676 | 10 712 | 15 945 | 14 414 | 14 226 | 14 196 | 13 958 | 14 098 |
|               | 1869 | 1900   | 1921 | 1961   | 1980   | 2011   | 2016   | 2019   | 2021   | 2024   |